# Ratimir Deletis
Ratimir Deletis (Tuzla, 1910. — 6. prosinca 2006.), hrvatski pravnik, hrvatski Pravednik među narodima. Otac neurologa Vedrana Deletisa.

## Životopis
Rodio se u Tuzli. Podrijetlom od hrvatske obitelji s otoka Hvara. Ratimirov otac bio je trgovac vinom iz Starog Grada na Hvaru koji je 1910. godine odlučio ostati u Tuzli. Stanovali su u vili koju je dao izgraditi načelnik Džindo. Susjedno su bile kuće Mottovih, u prizemlju je bio prvi foto-studio Matije Vučinića. Poslije je tu bio Radnički dom. Završio je Pravni fakultet u Zagrebu i zaposlio se u rodnom gradu na Okružnom sudu kao sudac.Oženio je Katju, također iz Starog Grada na Hvaru, a kcerka Jasna i sin Vedran su im se rodili u Tuzli. Imao je židovske prijatelje s kojima dobre odnose nije razbila ni okupacija u Drugome svjetskom ratu. Gradonačelnik Tuzle, Hrvat, nevičan pravosuđu, a prijatelj poglavnika,  višekratno se obraćao Deletisu da bi mu pomogao u činovničko-upravnim stvarima.
Ratimirova pravednička priča ističe se po tome što nije bio u partizanima, nego je bio državni službenik ustaškog režima. Po dolasku ustaša na vlast u gradu, odbio je ponuđeni mu položaj predsjednika Izvanrednog suda. Ali, vidjevši kako će se stvari odvijeti, prihvatio je položaj javnog tužitelja jer je znao da će mnogima zatrebati njegova pomoć, a tako važno mjesto ne smije pasti u ruke drugoj osobi. Tijekom rata obnašao je tu dužnost.
Pomagao partizanski pokret i iskazivao razumijevanje za Srbe kojima je pomagao kad su bili u nevolji. Mnogo je pomogao Židovima te je proglašen Pravednikom među narodima. Židove Soliju spasio je u dva navrata. Prvi put radilo se o skupini od 30 - 40 Židova i nekolicini Srba koje su vlasti držale kao taoce zbog partizanskih napada na željeznice u okolici. 
Porašću učestalosti partizanskih napada na njemačke vlakove, nacisti su pribjegli taktici s taocima, te su oteli dvadeset i pet uglednih Židova i Srba kao taoce. Deletis, prijeratni sudac, sada državni tužitelj i dobar govornik, izborio je puštanje zarobljenih, pribjegavši zakonskoj formi. Zaiskao je sudsku sjednicu i vrsnom retorikom uvjerio kolege o nezakonitosti postupka. Doznavši od supruge jednog od odvedenih Židova koja ga je zamolila za pomoć, uvjerio je ustaše pustiti te Židove, služeći se svojim pravničkim umijećem na sudu. Spasio je i još neke ljude od zatvora poput Mešu Selimovića i druge, koji je događaj zabilježio u Sjećanjima. Zarobljenici su bili stavljeni pred prijeki sud. Komunistička partija je došla do tadašnjeg državnog tužitelja Deletisa i uspjela isposlovati kod njega da pošalje mišljenje u Zagreb da zatočenike treba pustiti jer nema dovoljno dokaza.
Drugi put okolnosti spašavanja bile su mnogo pogibeljnije. Koncem 1941. netko je dojavio središnjim ustaškim organima u Zagreb da u Tuzli još ima slobodnih Židova kojima se pušta poslovati, dok su drugi gradovi pod nadzorom Trećeg Reicha bili "Judenrein" (etnički očišćeni od Židova). Režim poslušan nacističkom protektoru Trećem Reichu izdao je zapovijed skupiti sve Židove u deportacijski kamp. Dne 14. siječnja 1942. stigla je zapovijed deportiranja Židova iz Tuzle i Travnika.
Užasavalo ga je što se zbiva te je poduzeo akciju. Organizirao je peticiju građana Tuzle "za oslobađanje Židova", što je bila prava drskost napraviti u osovinskom svijetu. Peticiju je potpisala većina građana Tuzle. Trebalo je doći do Dide Kvaternika u Zagreb da bi izborio puštanje. Poslužio se poznanstvom s gradonačelnikom koji je često od njega pitao usluge. Pokazao mu je peticiju i zamolio ga neka pođe s njim u Zagreb kod Kvaternika. Gradonačelnik se složio da ne bi volio da ti Židovi završe u logorima, no nije bio uvjeren da će Kvaternik pristati. Deletis mu je rekao neka pokušaju, gradonačelnik se složio i nakon nekoliko dana dobio je potvrdan odgovor iz Zagreba za sastanak koncem siječnja. Sudac Deletis je nakon kratka dogovora odlučio otići u Zagreb, zajedno s jednim od ustaških vođa u Tuzli (vrlo utjecajnoj osobi i poglavnikovim prijateljem, gradonačelnikom Hrvatom) koji je poslije nestao u ratu, te pokušati razgovarati s osobom odgovornom za Židove u kampu, a radi opozivanja izdanih zapovijedi. To je bio Kvaternik, pred kojim su i moćni zazirali od straha. Preko veza u Zagrebu pošlo mu je doći do Kvaternika. Kad su došli kod njega predstavili su se kao predstavnici naroda Tuzle i zatražili puštanje dvjesta Židova i rekli da će pristati na sve uvjete samo da se to učini. Kad je Kvaternik shvatio cilj, htio je da ih se odmah smakne. No samo zbog Deletisova uvjeravanja prošli su neozlijeđeni. Dugo je pregovarao s Kvaternikom i napokon je Kvaternik pristao da se na popis stavi 16 obitelji koje će biti izuzete od protužidovskih zakona. Uvjet je bio da te obitelji prijeđu na katoličanstvo ili islam tako da ne bude više Židova ondje. Deletisu je bilo teško kako iznaći tih 16 obitelji, a nekoga izostaviti. Ispripovijedao je supruzi Katji koja je dosjetljivo primijetila da "Nigdje ne stoji koliko osoba može biti u jednoj obitelji." Mjesne su vlasti NDH poslužile se širokogrudnim prikazivanjem pripadnika tih obitelji te su u te obitelji pribrojile i druge ljude  ne baš jasna srodstva. Obiteljima su obrazložili da će formalno morati prijeći na katoličanstvo ili islam. To se formalno napravilo, radi spašavanja. Katolička Crkva susretljivo je izašla svakom Židovu koji je zatražio od njih potvrdu da su kršteni. Mjesni imam, također upućen u akciju, također je izašao ususret, rekavši obitelji Domany neka mu daju popis ljudi kojima treba potvrda i on će se pobrinuti da dokumenti stignu na pravo mjesto. Tako je sto Židova oslobođeno, ali opasnost nije prošla. Stoga je trebalo prijeći u sigurnije područje. Većina ih je prešla u zonu pod nadzorom fašističke Italije. Prelazak im je također omogućio Deletis, koji im je pribavio putna dopuštenja. Šefa župske redarstvene oblasti Šefkiju Muftića je temeljem Kvaternikove potvrde nagovorio da treba dopustiti Židovima prijeći na teritorij pod taljanskom okupacijom. Poznato je da je od tih 16 obitelji, 10 stiglo u Izrael, a za ostale nema podataka. To su obitelji prezimena Domany, Wiesler, Segal, Hirschbein, Kleinman, Altarac, Šaban-Danon i pripadnici njihovih užih i širih obitelji.
Poslije rata s obitelji se preselio u Sarajevo, gdje je Ratimir bio tajnik ministarstva rada NR BiH. Obitelj se poslije preselila u Split i na kraju u Umag. 
Živio je u Umagu s ograničenim sredstvima i nikad nije tražio nikakvu materijalnu nagradu za veliku pomoć i svoje žrtvovanje.
Dne 28. prosinca 1988. Yad Vashem ga je priznao Pravednikom među narodima. U Izraelu je priča o njemu dobila odjek u tisku i drugim medijima.
Umro je 6. prosinca 2006., a pokopan na groblju u Starom Gradu na Hvaru.